# Wilhelm Schreyer
Wilhelm Schreyer (* 3. September 1897 in Clausthal; † 27. September 1968 in Clausthal-Zellerfeld) war ein deutscher Politiker (SPD) und Mitglied des Ernannten Hannoverschen Landtages.

## Leben
Nach dem Besuch der Volksschule absolvierte Wilhelm Schreyer eine Ausbildung als Mechaniker und arbeitete in diesem Beruf. Im Ersten Weltkrieg leistete er in den Jahren 1916 bis 1919 Wehrdienst. Nach Kriegsende war er in Bremen wieder als Mechaniker tätig, später auch in Berlin. Im Jahr 1920 trat er in die SPD ein. Unter anderem aufgrund seines Engagements als Vorsitzender des Betriebsrates wurde er im Jahr 1925 entlassen. In der Zeit bis 1930 arbeitete er in verschiedenen Bereichen. Als Berichterstatter der Harzer Volkszeitung gab er in dieser Zeit den nationalsozialistisch gesinnten Herrn Schmudeck der Lächerlichkeit preis. Von 1930 bis 1932 leitete er für die SPD eine Werbekolonne. In der Zeit des Nationalsozialismus gab er diese Arbeit aus politischen und wirtschaftlichen Gründen auf und war bis 1934 arbeitslos. In der Folge war er beruflich verschiedentlich tätig, bis er 1937 beim Clausthaler Elektrizitätswerk Maschinist wurde. Im Zweiten Weltkrieg leistete er in den Jahren 1939 und 1940 Wehrdienst. Nach Kriegsende engagierte er sich ab Juli 1945 beim Aufbau der Gewerkschaft und ihrer Organisationen. Im Landkreis Zellerfeld wurde er im Februar 1946 Landrat.
Vom 23. August 1946 bis 29. Oktober 1946 war er Mitglied des ernannten Hannoverschen Landtages.